# Astronomiska symboler
Astronomiska symboler är symboler som används för att representera olika objekt på himlen, teoretiska konstruktioner och observerbara händelser inom astronomin. Symbolerna som listas här används av både professionella astronomer och amatörastronomer. Många av symbolerna används även inom astrologin.

## Solen
| Namn  | Symbol | Symbol            | Unicode | Unicode | Unicode |
| ----- | ------ | ----------------- | ------- | ------- | ------- |
| Solen |        | [ 1 ] [ 2 ] [ 3 ] | ☉       | —       | U+2609  |
| Solen |        | [ 4 ]             | 🜚       | —       | U+1F71A |
| Solen |        | [ 5 ] [ 6 ]       | 🌞︎      | 🌞      | U+1F31E |

## Månen
| Namn                        | Symbol | Symbol              | Unicode | Unicode | Unicode |
| --------------------------- | ------ | ------------------- | ------- | ------- | ------- |
| Månen                       |        | [ 7 ] [ 8 ] [ 9 ]   | ☽       | —       | U+263D  |
| Månen                       |        | [ 8 ] [ 9 ]         | ☾       | —       | U+263E  |
| Nymåne                      |        | [ 8 ] [ 9 ]         | 🌑︎      | 🌑      | U+1F311 |
| Växande skära               |        |                     | 🌒︎      | 🌒      | U+1F312 |
| Växande halvmåne            |        |                     | 🌓︎      | 🌓      | U+1F313 |
| Växande måne                |        |                     | 🌔︎      | 🌔      | U+1F314 |
| Fullmåne                    |        | [ 8 ] [ 9 ]         | 🌕︎      | 🌕      | U+1F315 |
| Avtagande måne              |        |                     | 🌖︎      | 🌖      | U+1F316 |
| Avtagande halvmåne          |        |                     | 🌗︎      | 🌗      | U+1F317 |
| Avtagande skära             |        |                     | 🌘︎      | 🌘      | U+1F318 |
| Månskära utan specifikation |        |                     | 🌙︎      | 🌙      | U+1F319 |
| Nymåne med ansikte          |        | [ 5 ] [ 10 ] [ 11 ] | 🌚︎      | 🌚      | U+1F31A |
| Växande skära med ansikte   |        | [ 5 ] [ 10 ] [ 11 ] | 🌛︎      | 🌛      | U+1F31B |
| Avtagande skära med ansikte |        | [ 5 ] [ 10 ] [ 11 ] | 🌜︎      | 🌜      | U+1F31C |
| Fullmåne med ansikte        |        | [ 5 ] [ 10 ] [ 11 ] | 🌝︎      | 🌝      | U+1F31D |

## Planeter
| Namn      | Symbol | Symbol             | Unicode | Unicode |
| --------- | ------ | ------------------ | ------- | ------- |
| Merkurius |        | [ 1 ] [ 2 ] [ 12 ] | ☿       | U+263F  |
| Venus     |        | [ 1 ] [ 2 ] [ 12 ] | ♀       | U+2640  |
| Jorden    |        | [ 2 ] [ 8 ]        | ♁       | U+2641  |
| Jorden    |        | [ 1 ] [ 2 ] [ 12 ] | 🜨       | U+1F728 |
| Mars      |        | [ 1 ] [ 2 ] [ 12 ] | ♂       | U+2642  |
| Jupiter   |        | [ 1 ] [ 2 ] [ 12 ] | ♃       | U+2643  |
| Saturnus  |        | [ 1 ] [ 2 ] [ 12 ] | ♄       | U+2644  |
| Uranus    |        | [ 13 ] [ 14 ]      | ⛢       | U+26E2  |
| Uranus    |        | [ 8 ] [ 9 ] [ 12 ] | ♅       | U+2645  |
| Neptunus  |        | [ 1 ] [ 2 ] [ 9 ]  | ♆       | U+2646  |
| Neptunus  |        | [ 15 ] [ 12 ]      | ⯉       | U+2BC9  |

## Dvärgplaneter
| Namn     | Symbol | Symbol             | Unicode | Unicode |
| -------- | ------ | ------------------ | ------- | ------- |
| Ceres    |        | [ 3 ] [ 8 ] [ 12 ] | ⚳       | U+26B3  |
| Quaoar   |        | [ 16 ]             | 🝾       | U+1F77E |
| Sedna    |        | [ 16 ]             | ⯲       | U+2BF2  |
| Orcus    |        | [ 16 ]             | 🝿       | U+1F77F |
| Pluto    |        | [ 1 ] [ 2 ]        | ♇       | U+2647  |
| Pluto    |        | [ 17 ]             | ⯓       | U+2BD3  |
| Pluto    |        |                    | ⯖       | U+2BD6  |
| Pluto    |        |                    | ⯔       | U+2BD4  |
| Haumea   |        | [ 17 ]             | 🝻       | U+1F77B |
| Eris     |        | [ 17 ]             | ⯰       | U+2BF0  |
| Eris     |        |                    | ⯱       | U+2BF1  |
| Makemake |        | [ 17 ]             | 🝼       | U+1F77C |
| Gonggong |        | [ 16 ]             | 🝽       | U+1F77D |

## Centaurer
| Namn        | Symbol | Symbol | Unicode | Unicode |
| ----------- | ------ | ------ | ------- | ------- |
| 2060 Chiron |        | [ 18 ] | ⚷       | U+26B7  |
| 5145 Pholus |        | [ 19 ] | ⯛       | U+2BDB  |
| 7066 Nessus |        | [ 19 ] | ⯛       | U+2BDC  |

## Asteroider
| Namn          | Symbol               | Symbol              | Unicode | Unicode |
| ------------- | -------------------- | ------------------- | ------- | ------- |
| 2 Pallas      |                      | [ 20 ]              | ⚴       | U+26B4  |
| 3 Juno        |                      | [ 21 ] [ 22 ]       | ⚵       | U+26B5  |
| 3 Juno        |                      | [ 12 ] [ 23 ]       | —       | —       |
| 4 Vesta       |                      | [ 18 ]              | ⚶       | U+26B6  |
| 4 Vesta       |                      | [ 3 ] [ 24 ] [ 23 ] | —       | —       |
| 4 Vesta       |                      | [ 25 ]              | —       | —       |
| 5 Astraea     |                      | [ 26 ] [ 24 ]       | —       | —       |
| 5 Astraea     |                      | [ 27 ]              | ⚖       | U+2696  |
| 5 Astraea     |                      | [ 27 ]              | ⚖       | U+2696  |
| 5 Astraea     |                      | [ 19 ]              | ⯙       | U+2BD9  |
| 6 Hebe        |                      | [ 3 ] [ 12 ] [ 24 ] | 🍷︎      | U+1F377 |
| 6 Hebe        | [ 28 ] [ 29 ] [ 30 ] |                     | 🍷︎      | U+1F377 |
| 7 Iris        |                      | [ 31 ] [ 32 ]       | —       | —       |
| 7 Iris        |                      | [ 3 ] [ 12 ]        | —       | —       |
| 8 Flora       |                      | [ 3 ] [ 24 ]        | ⚘       | U+2698  |
| 9 Metis       |                      | [ 3 ] [ 12 ] [ 24 ] | —       | —       |
| 10 Hygiea     |                      | [ 3 ] [ 24 ]        | ⚕       | U+2695  |
| 10 Hygiea     | [ 33 ] [ 32 ]        |                     | ⚕       | U+2695  |
| 10 Hygiea     |                      | [ 19 ]              | ⯚       | U+2BDA  |
| 11 Parthenope |                      | [ 3 ] [ 33 ]        | —       | —       |
| 11 Parthenope |                      | [ 27 ]              | —       | —       |
| 12 Victoria   |                      | [ 3 ] [ 24 ]        | —       | —       |
| 13 Egeria     |                      | [ 32 ]              | —       | —       |
| 14 Irene      |                      | [ 27 ]              | —       | —       |
| 15 Eunomia    |                      | [ 3 ] [ 24 ]        | —       | —       |
| 16 Psyche     |                      | [ 32 ]              | —       | —       |
| 17 Thetis     |                      | [ 34 ]              | —       | —       |
| 18 Melpomene  |                      | [ 32 ]              | —       | —       |
| 19 Fortuna    |                      | [ 32 ]              | —       | —       |
| 26 Proserpina |                      | [ 35 ]              | —       | —       |
| 28 Bellona    |                      | [ 36 ]              | —       | —       |
| 29 Amphitrite |                      | [ 37 ]              | —       | —       |
| 35 Leukothea  |                      | [ 38 ]              | —       | —       |
| 37 Fides      |                      | [ 39 ]              | —       | —       |

## Stjärnbilder
| Namn         | Symbol | Symbol        | Unicode | Unicode | Unicode |
| ------------ | ------ | ------------- | ------- | ------- | ------- |
| Väduren      |        | [ 40 ] [ 41 ] | ♈︎      | ♈      | U+2648  |
| Oxen         |        | [ 40 ] [ 41 ] | ♉︎      | ♉      | U+2649  |
| Tvillingarna |        | [ 40 ] [ 41 ] | ♊︎      | ♊      | U+264A  |
| Kräftan      |        | [ 40 ] [ 41 ] | ♋︎      | ♋      | U+264B  |
| Lejonet      |        | [ 40 ] [ 41 ] | ♌︎      | ♌      | U+264C  |
| Jungfrun     |        | [ 40 ] [ 41 ] | ♍︎      | ♍      | U+264D  |
| Vågen        |        | [ 40 ] [ 41 ] | ♎︎      | ♎      | U+264E  |
| Skorpionen   |        | [ 40 ] [ 41 ] | ♏︎      | ♏      | U+264F  |
| (Ormbäraren) |        | [ 41 ]        | ⛎︎      | ⛎      | U+26CE  |
| Skytten      |        | [ 40 ] [ 41 ] | ♐︎      | ♐      | U+2650  |
| Stenbocken   |        | [ 40 ] [ 41 ] | ♑︎      | ♑      | U+2651  |
| Vattumannen  |        | [ 40 ] [ 41 ] | ♒︎      | ♒      | U+2652  |
| Fiskarna     |        | [ 40 ] [ 41 ] | ♓︎      | ♓      | U+2653  |

## Övriga symboler
| Namn             | Symbol | Symbol              | Unicode | Unicode |
| ---------------- | ------ | ------------------- | ------- | ------- |
| Uppstigande nod  |        | [ 2 ] [ 8 ]         | ☊       | U+260A  |
| Nedstigande nod  |        | [ 2 ] [ 8 ]         | ☋       | U+260B  |
| Konjunktion      |        | [ 8 ] [ 9 ]         | ☌       | U+260C  |
| Opposition       |        | [ 8 ] [ 9 ]         | ☍       | U+260D  |
| Ockultation      |        |                     | 🝵       | U+1F775 |
| Månförmörkelse   |        |                     | 🝶       | U+1F776 |
| Kvadratur        |        | [ 8 ] [ 9 ]         | □       | U+25A1  |
| Komet            |        | [ 8 ] [ 37 ] [ 42 ] | ☄       | U+2604  |
| Stjärna          |        | [ 8 ] [ 37 ] [ 42 ] | ★       | U+2605  |
| Planetarisk ring |        | [ 43 ]              | 🪐︎      | U+1FA90 |